# Terrades
Terrades är en kommun i Spanien.   Den ligger i provinsen Província de Girona och regionen Katalonien, i den östra delen av landet, 600 km öster om huvudstaden Madrid. Antalet invånare är 311. Arean är 21,0 kvadratkilometer. Terrades gränsar till Darnius, Boadella i les Escaules, Llers, Vilanant, Cistella, Cabanelles och Sant Llorenç de la Muga. 
Terrängen i Terrades är kuperad norrut, men söderut är den platt.